# Sisakos légycsapda
A sisakos légycsapda, másik nevén kobraliliom (Darlingtonia californica) a növények kürtvirágfélék (Sarraceniaceae) családjában a Darlingtonia nemzetség egyetlen tagja.

## Jellemzői
Rovaremésztő növény, amely két leveléből álló módosult nyúlványával ejti csapdába áldozatait. A növény kürtjét belülről mikroorganizmusok és baktériumok borítják, melyek lebontják a csapdába esett állatokat. Az így lebomló állatból a növény különböző tápanyagokat nyer ki.
E növényfajt William D. Brackenridge fedezte fel 1841-ben. John Torrey írta le 1853-ban, jelenlegi binominális nevén, aki a Darlingtonia nemzetségnevet philadelphiai William Darlington botanikusról nevezték el.
Őshazája Észak-Amerika Dél-Kalifornia és Dél-Oregon közti része. Kedveli a nedves hegyvidéki réteket. Levelei 30–50 cm hosszúra nőnek. Virágait május és augusztus között hozza. Virágainak színe sárgászöld, vagy barnásvörös.

## Fordítás
- Ez a szócikk részben vagy egészben  a   Darlingtonia californica című angol Wikipédia-szócikk ezen változatának fordításán alapul.  Az eredeti cikk szerkesztőit annak laptörténete sorolja fel. Ez a jelzés csupán a megfogalmazás eredetét és a szerzői jogokat jelzi, nem szolgál a cikkben szereplő információk forrásmegjelöléseként.